# Anthony Ricketts
Pour les articles homonymes, voir Ricketts.
Anthony Ricketts, né le 12 mars 1979 à Sydney, est un joueur professionnel de squash représentant l'Australie. Il atteint en novembre 2005 la 3e place mondiale sur le circuit international, son meilleur classement. Sa principale victoire est au British Open 2005 avec une victoire en finale face à James Willstrop. Il est marié et a une petite fille avec la joueuse professionnelle néo-zélandaise Shelley Kitchen.
En 2010, il est intronisé au Squash Australia Hall of Fame.

## Palmarès

### Titres
- British Open : 2005
- Tournament of Champions : 2005
- Virginia Pro Championships : 2007
- Australian Open : 2 titres (2000, 2005)
- Open de Dayton : 2003
- Malaysian Open Squash : 2001
- Championnats du monde par équipes : 2003

### Finales
- Tournament of Champions : 2007
- Windy City Open : 2007
- Canary Wharf Squash Classic : 2006
- Saudi International : 2005
- Open de Pittsburgh : 2002
- Australian Open : 2 finales (2001, 2002)